# Saison 2013 des Angels de Los Angeles
La saison 2013 des Angels de Los Angeles est la 53e saison en Ligue majeure de baseball pour cette franchise.
Avec 78 victoires contre 84 défaites, les Angels connaissent leur première saison perdante depuis 2010. Malgré une deuxième saison exceptionnelle du jeune Mike Trout, qui termine encore second au vote désignant le joueur par excellence de la Ligue américaine, les Angels perdent 11 parties de plus que l'année précédente. Les performances des lanceurs sont particulièrement problématiques,. Le club d'Anaheim termine au 3e rang de la division Ouest de la Ligue américaine, 18 matchs derrière les meneurs et loin d'une place en éliminatoires.

## Contexte
La saison 2012 des Angels marque les débuts, plutôt difficiles dans les premières semaines de la campagne, de la vedette Albert Pujols à Anaheim. Mais c'est plutôt le voltigeur Mike Trout qui retient l'attention. Rappelé des ligues mineures dans les derniers jours d'avril, il connaît l'une des meilleures saisons de l'histoire pour un joueur de première année, est élu recrue de l'année en Ligue américaine et vient bien près d'enlever le prix du joueur par excellence de la saison. Le lanceur droitier Jered Weaver réussit un match sans coup sûr en mai. Malgré ces belles réalisations individuelles, les Angels déçoivent en ratant les séries éliminatoires. Malgré 3 victoires de plus que l'année précédente, ils terminent 3e dans la section Ouest de la Ligue américaine avec 89 gains et 73 revers, à 5 matchs des champions de division, Oakland.

## Intersaison

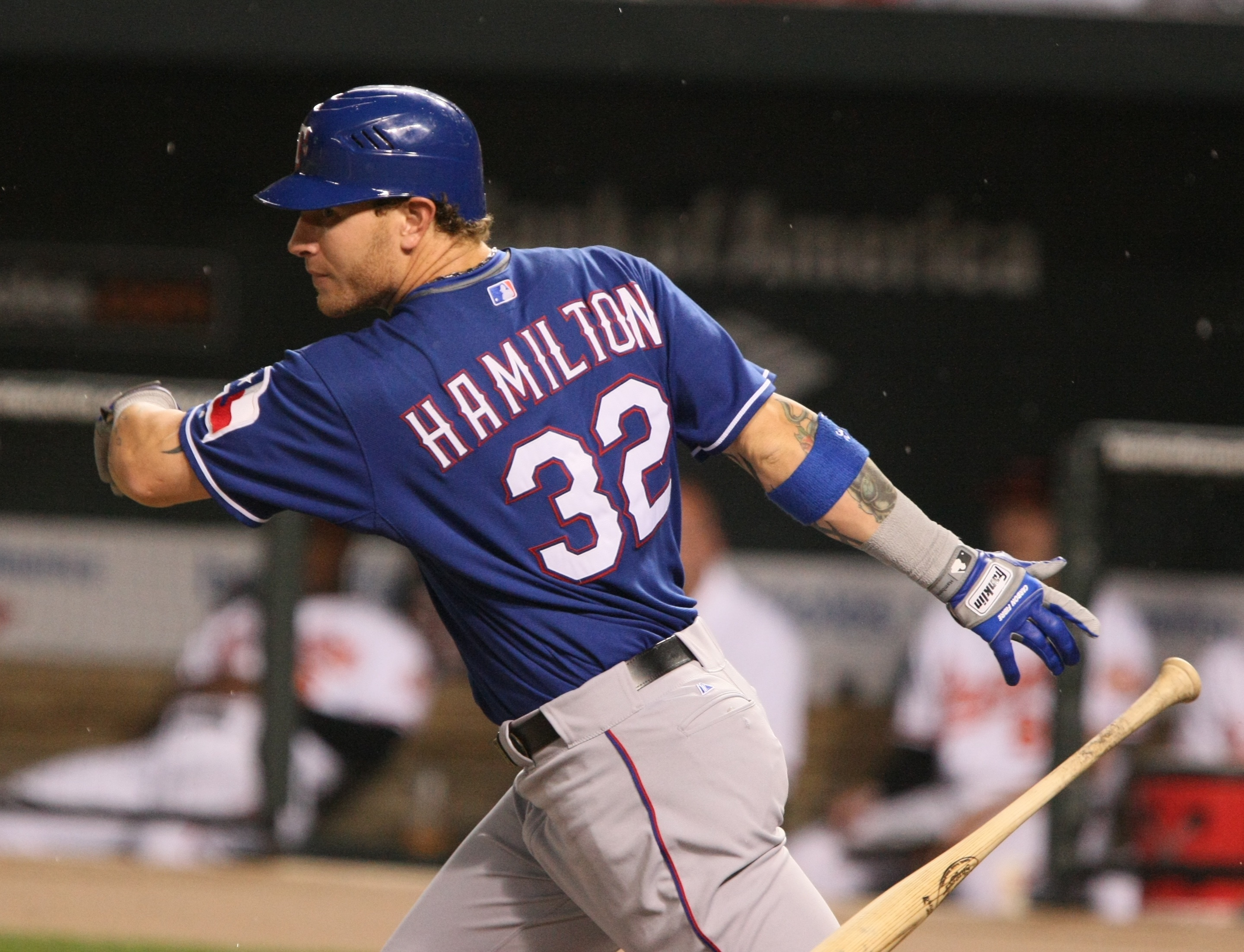
Josh Hamilton débute en 2013 avec les Angels.

Un an après avoir mis sous contrat l'agent libre le plus convoité de mémoire récente, Albert Pujols, les Angels frappent un autre grand coup en convainquant le voltigeur étoile Josh Hamilton de rejoindre l'équipe. La vedette des Rangers du Texas, rivaux de division des Angels, signe le 15 décembre 2012 avec Anaheim un contrat de 125 millions de dollars pour 5 ans.
Les Angels perdent en revanche l'autre joueur autonome très recherché de l'intersaison 2012-2013 puisque le lanceur partant droitier Zack Greinke, acquis durant l'année 2012 des Brewers de Milwaukee, rejoint les Dodgers de Los Angeles.
L'hiver des Angels est aussi marqué par quelques changements dans la rotation de lanceurs partants: Ervin Santana, avec le club depuis 8 ans, est échangé aux Royals de Kansas City le 31 octobre 2012 contre le releveur des ligues mineures Brandon Sisk. Dan Haren, agent libre, rejoint les Nationals de Washington.
Le 28 novembre 2012, le lanceur de relève Ryan Madson, absent du jeu depuis un an pour cause de blessure, signe un contrat d'un an avec les Angels. Le 30 novembre, Anaheim obtient le lanceur partant droitier Tommy Hanson dans un échange avec les Braves d'Atlanta, à qui ils cèdent le lanceur de relève droitier Jordan Walden. Un autre partant, le droitier Joe Blanton, signe le 12 décembre une entente de deux ans avec les Angels.
Le 19 décembre, le joueur de premier but et frappeur désigné Kendrys Morales est échangé aux Mariners de Seattle contre le lanceur gaucher Jason Vargas.
Le vétéran voltigeur Torii Hunter est perdu via le marché des agents libres après une excellente saison 2012 à l'attaque car il signe chez les Tigers de Détroit. Après 8 saisons chez les Angels, le troisième but Maicer Izturis part chez les Blue Jays de Toronto.

## Calendrier pré-saison
L'entraînement de printemps des Angels se déroule du 23 février au 30 mars 2013.

## Saison régulière
La saison régulière des Angels se déroule du 1er avril au 29 septembre 2013 et prévoit 162 parties. Elle débute par une visite aux Reds de Cincinnati et la saison locale commence le 9 avril avec le passage à Anaheim des Athletics d'Oakland.

### Mai
- 21 mai : Mike Trout bat un record d'Alex Rodriguez et devient à 21 ans le plus jeune joueur à réussir un cycle dans la Ligue américaine[19].

### Juin
- 2 juin : Jason Vargas des Angels est élu meilleur lanceur du mois de mai dans la Ligue américaine[20].

### Juillet
- 29 juillet : Les Angels échangent le releveur gaucher Scott Downs aux Braves d'Atlanta contre le lanceur droitier Cory Rasmus[21].

### Classement
| Ligue américaine (Division Ouest) | V  | D   | %    | Diff. | Diff. (séries) |
| --------------------------------- | -- | --- | ---- | ----- | -------------- |
| Athletics d'Oakland               | 96 | 66  | ,593 | -     | -              |
| Rangers du Texas                  | 91 | 72  | ,558 | 5½    | 1              |
| Angels de Los Angeles             | 78 | 84  | ,481 | 18    | 13½            |
| Mariners de Seattle               | 71 | 91  | ,438 | 25    | 20½            |
| Astros de Houston                 | 51 | 111 | ,315 | 45    | 40½            |

## Affiliations en ligues mineures
| Niveau            | Équipe                | Ligue                         |
| ----------------- | --------------------- | ----------------------------- |
| AAA               | Salt Lake Bees        | Ligue de la côte du Pacifique |
| AA                | Arkansas Travelers    | Texas League                  |
| A-Advanced        | Inland Empire 66ers   | California League             |
| A                 | Cedar Rapids Kernels  | Midwest League                |
| Ligue des recrues | Orem Owlz             | Pioneer League                |
| Ligue des recrues | Arizona League Angels | Arizona League                |
| Ligue des recrues | DSL Angels            | Dominican Summer League       |